# Streptocarpus stellulifer
Streptocarpus stellulifer är en tvåhjärtbladig växtart som beskrevs av Brian Laurence Burtt. Streptocarpus stellulifer ingår i släktet Streptocarpus och familjen Gesneriaceae. Inga underarter finns listade i Catalogue of Life.